# Грчич, Альбина
Альбина Грчич (хорв. Albina Grčić; род. 6 февраля 1999, Сплит), более известная как Альбина (хорв. Albina) — хорватская певица. Она начала свою карьеру с участия в третьем сезоне хорватской версии телешоу «Голос» The Voice Hrvatska, где заняла третье место. Представляла Хорватию на конкурсе песни Евровидение 2021 в Роттердаме с песней «Tick-Tock» (с англ. — «Тик-так»), но не сумела выйти в финал.

## Карьера
Грчич участвовала во втором сезоне X Factor Adria в Белграде с песней «Ako izgubim te ja» (с хорв. — «Если я потеряю тебя») Оливера Драгоевича. Попав в следующий раунд, она по решению руководства шоу стала участником группы. Тем не менее Альбина отклонила предложение и прекратила свое участие в шоу.
С 7 декабря 2019 года Альбина Грчич участвовала в качестве конкурсантки в третьем сезоне реалити-шоу талантов The Voice Hrvatska. В первом шоу Грчич исполнила песню Лауры Паузини «En cambio no». Двое судей, Vanna и Давор Гобац, поддержали Альбину и пожелали стать её наставником, но певица выбрала первую.
11 января 2020 года во время раундов на выбывание Грчич исполнила песню Пинк «A Million Dreams» (с англ. — «Миллион мечтаний») и прошла в следующий раунд, где 1 февраля 2020 года по решению наставницы попала в пару против Филипа Рудана. Оба исполняли песню Билли Айлиш и Халида «Lovely». Vanna выбрала в итоге Рудана, и он продолжил участие в шоу.
Наставник Массимо Савич при этом взял Грчич в свою команду, благодаря чему она прошла в следующий раунд. 8 февраля 2020 года Грчич исполнила песню Златана Стипишича «Nisi više moja bol» (с хорв. — «Ты больше не моя боль»). В полуфинале 15 февраля 2020 года Грчич исполнила песню группы Coldplay «Fix You» (с англ. — «Излечить тебя») и прошла в финал, где исполнила песни «Suze nam stale na put» (с хорв. — «Слёзы мешают нам») вместе с наставником Савичем, «Korake ti znam» (с хорв. — «Я узнаю его шаги») певицы MayaSar и песню «En cambio no», которую пела на первом прослушивании. Она заняла третье место в общем зачёте, уступив Винко Кемерашу и Филиппу Рудану.
Сразу же после того, как Грчич заняла третье место в The Voice, она подписала контракт со звукозаписывающей компанией Universal Music Croatia. 16 февраля 2020 года был выпущен её дебютный сингл «Imuna na strah» (с хорв. — «Невосприимчива к страху»). В декабре 2020 года было объявлено, что Грчич примет участие на национальном отборе Хорватии на конкурс песни Евровидение-2021. Она выступила с песней «Tick-Tock», которую написали Бранимир Михалевич, Макс Циннамон и Татьяна Буклияш-Бакич. Всего она получила 198 баллов (по результатам голосования жюри и телеголосования) и заняла первое место, что позволило ей представить Хорватию на Евровидении-2021.
18 мая 2021 года она выступила на сцене в Роттердаме, но не смогла пробиться в финал.

## Дискография

### Синглы
| «Imuna na strah» / «No More Tears»               | 2020 | 11 | Не входят в альбом |
| «Tick-Tock»                                      | 2021 | 1  | Не входят в альбом |
| «—» означает, что запись не появлялась в чартах. |      |    |                    |